# Stéphane M'Bia
Stéphane M'Bia Etoundi (Yaoundé, 20 maggio 1986) è un calciatore camerunese, centrocampista svincolato.

## Caratteristiche tecniche
Stéphane M'Bia è nato come centrocampista centrale, la classica diga davanti alla difesa, dotato di una buona tecnica e di un grande fisico, è diventato un giocatore polivalente: se prima infatti era impiegato solo come centrocampista d'interdizione, negli anni è diventato anche difensore centrale, ruolo che occupava stabilmente nel O. Marsiglia, o terzino di spinta, ruolo in cui giocava all'occorrenza nel club francese e nel Camerun; è abile nelle ripartenze, ha velocità e ha facilità di cross, oltre che essere ottimo nel recuperare palloni a centrocampo.

## Carriera

### Club

#### Gli inizi ed il Rennes
Formatosi nella Kadji Sports Academy di Douala, la stessa scuola di Samuel Eto'o, Idriss Carlos Kameni e tanti altri nazionali camerunesi, nell'estate del 2003 arriva in Francia al Rennes.
Dalla stagione 2004-2005 è aggregato in prima squadra anche se gioca solo un match. Nella stagione successiva invece ben 22 presenze e l'esordio in Coppa UEFA, ma è nella stagione 2006-2007 che esplode con 30 partite giocate e il primo gol siglato al Lione. 
Nella stagione 2007-2008 segna 3 gol in 25 partite e sigla anche il primo gol in Coppa UEFA alla Dinamo Zagabria. L'ultima stagione segna un'altra rete in Coppa UEFA al Twente. In 5 anni al Rennes vanta un totale di 131 presenze e 7 gol.

#### O. Marsiglia
Nell'estate 2009 passa al Olympique Marsiglia per 12 milioni di euro, firmando fino a giugno 2013.
Segna il suo primo gol il 22 agosto al suo ex club, il Rennes; segna invece il primo gol al Vélodrome l'11 aprile 2010 nella partita contro il Nizza.
Nella prima stagione vince subito la Ligue 1 giocando da difensore centrale, è stato uno dei pilastri della squadra con 27 presenze e 2 gol, saltando però una parte di stagione per gli impegni in Coppa d'Africa.
Si è dimostrato come uno dei migliori difensori centrali di tutta la Ligue 1.

#### QPR
Il 31 agosto 2012 passa al Queens Park Rangers
in uno scambio di prestiti che porta Joey Barton al Marsiglia. A fine stagione, conclusasi con la retrocessione del QPR, viene riscattato dal Marsiglia.

#### Siviglia
Il 26 agosto 2013 passa in prestito con diritto di riscatto al Siviglia sebbene gli spagnoli abbiano già accordato un pre-contratto triennale con il giocatore nel caso si decidesse di tenerlo. Un suo colpo di testa al 94' minuto della semifinale di ritorno contro il Valencia ha permesso al Siviglia di accedere alla finale di Europa League 2013-2014.
Vince questa competizione da protagonista, giocando un'ottima finale e realizzando uno dei 4 rigori che consentono al Siviglia di alzare la coppa (4-3 d.c.r).
Complessivamente mette insieme 30 presenze e 5 gol.
La stagione 2014-2015 si apre per M'bia con diverse prestazioni di livello, partendo spesso titolare e siglando un gol contro il Cordoba durante la quarta giornata di campionato, mettendo a segno una doppietta contro il Deportivo La Coruña durante la settima giornata di Liga e segnando una quarta marcatura contro il Granada, gara valevole per la tredicesima giornata di campionato. Concluso il campionato al quinto posto, il 27 maggio 2015 vince per la seconda volta consecutiva la UEFA Europa League, partendo titolare e disputando un'ottima gara nella vittoria 3-2 contro il Dnipro.
In questa stagione in tutto gioca 36 partite segnando 7 gol.
Complessivamente con il Siviglia sono 12 i gol messi a segno in 66 presenze collezionate in 2 stagioni.

#### Trabzonspor
Il 18 giugno seguente, in scadenza di contratto con il club spagnolo, viene ufficializzato il suo passaggio al Trabzonspor ma in realtà effettua solo le visite mediche tardando a firmare il contratto con il club turco perché in attesa di offerte migliori e avrebbe voluto inserire nel contratto una clausola che lo avrebbe portato a potersi liberare nei successivi 15 giorni dopo la firma.
Il 27 giugno infine il giocatore firma un contratto triennale con i turchi.

#### Hebei Fortune China
Il 28 gennaio 2016 passa all'Hebei China Fortune per 6 milioni di euro e firma un contratto triennale da circa 8 milioni di euro a stagione. Segna il suo primo gol con la squadra cinese nella terza giornata di campionato, rispondendo al vantaggio iniziale di Ramires nella partita terminata 1-1 contro il Jiangsu Suning. Il 28 febbraio 2018 si svincola dal club cinese.

#### Tolosa
Nell'agosto 2018 firma un contratto annuale con il Tolosa, in Ligue 1. Nel gennaio 2019, dopo 5 presenze in campionato, lascia il club francese.

#### Wuhan Zall e Shanghai Shenua
Rimasto svincolato, a febbraio 2019, viene ingaggiato dal Wuhan Zall, club neopromosso in Chinese Super League, tornando così di fatto a disputare il massimo campionato cinese a distanza di un anno dall'ultima esperienza.
Il 24 gennaio 2020 viene acquistato dallo Shanghai Shenhua.

#### Fuenlabrada
Il 31 agosto firma per gli spagnoli del Fuenlabrada.

### Nazionale
Fa parte della Nazionale camerunese dal 2005, tuttavia l'esordio ufficiale avviene a Rotterdam, il 27 maggio 2006 in amichevole contro i Paesi Bassi.
Il 3 giugno 2007 segna il suo primo gol coi "Leoni indomabili" nel match vinto 2-1 con la Liberia, valido per le qualificazioni alla Coppa d'Africa 2008.
Nella Coppa d'Africa 2008 è uno dei titolari, ed ai quarti di finale segna una doppietta nel 3-2 con cui il Camerun batte la Tunisia. Sarà inserito nella Best 11 della competizione.
Partecipa anche alla Coppa d'Africa 2010 ed al Mondiale 2010, dove nel primo match con il Giappone perso per 1-0 colpisce una traversa a pochi minuti dalla fine. Ha inoltre preso parte al Mondiale 2014, durante il quale il Camerun ha concluso all'ultimo posto nel girone con 0 punti.
Dopo il ritiro dalla nazionale da parte di Samuel Eto'o, M'bia diviene il nuovo capitano dei Leoni Indomabili.

## Statistiche

### Presenze e reti nei club
Statistiche aggiornate al 26 ottobre 2017.
| Stagione            | Squadra             | Campionato          | Campionato | Campionato | Coppe nazionali | Coppe nazionali | Coppe nazionali | Coppe continentali | Coppe continentali | Coppe continentali | Altre coppe | Altre coppe | Altre coppe | Totale | Totale |
| Stagione            | Squadra             | Comp                | Pres       | Reti       | Comp            | Pres            | Reti            | Comp               | Pres               | Reti               | Comp        | Pres        | Reti        | Pres   | Reti   |
| ------------------- | ------------------- | ------------------- | ---------- | ---------- | --------------- | --------------- | --------------- | ------------------ | ------------------ | ------------------ | ----------- | ----------- | ----------- | ------ | ------ |
| 2003-2004           | Rennes 2            | CFA                 | 19         | 3          | -               | -               | -               | -                  | -                  | -                  | -           | -           | -           | 19     | 3      |
| 2004-2005           | Rennes              | L1                  | 1          | 0          | CF+CdL          | 1+1             | 0               | -                  | -                  | -                  | -           | -           | -           | 3      | 0      |
| 2005-2006           | Rennes              | L1                  | 22         | 0          | CF+CdL          | 4+1             | 0               | CU                 | 3                  | 0                  | -           | -           | -           | 30     | 0      |
| 2006-2007           | Rennes              | L1                  | 30         | 1          | CF+CdL          | 0+2             | 0               | -                  | -                  | -                  | -           | -           | -           | 32     | 1      |
| 2007-2008           | Rennes              | L1                  | 25         | 3          | CF+CdL          | 0+2             | 0               | CU                 | 4                  | 1                  | -           | -           | -           | 31     | 4      |
| 2008-2009           | Rennes              | L1                  | 27         | 0          | CF+CdL          | 5+1             | 1+0             | Int+CU             | 0+2                | 1                  | -           | -           | -           | 35     | 2      |
| Totale Rennes       | Totale Rennes       | Totale Rennes       | 105        | 4          |                 | 17              | 1               |                    | 9                  | 2                  |             | -           | -           | 131    | 7      |
| 2009-2010           | O. Marsiglia        | L1                  | 27         | 2          | CF+CdL          | 1+2             | 0               | UCL+UEL            | 4+3                | 0                  | -           | -           | -           | 37     | 2      |
| 2010-2011           | O. Marsiglia        | L1                  | 26         | 1          | CF+CdL          | 1+4             | 0               | UCL                | 6                  | 0                  | -           | -           | -           | 37     | 1      |
| 2011-2012           | O. Marsiglia        | L1                  | 15         | 2          | CF+CdL          | 1+2             | 0               | UCL                | 5                  | 0                  | SF          | 1           | 0           | 24     | 2      |
| ago. 2012           | O. Marsiglia        | L1                  | 1          | 0          | CF+CdL          | 0+0             | 0               | UEL                | 3                  | 0                  | -           | -           | -           | 4      | 0      |
| Totale O. Marsiglia | Totale O. Marsiglia | Totale O. Marsiglia | 69         | 5          |                 | 11              | 0               |                    | 21                 | 0                  |             | 1           | 0           | 102    | 5      |
| ago. 2012-2013      | QPR                 | PL                  | 29         | 0          | FACup+CdL       | 2+1             | 0               | -                  | -                  | -                  | -           | -           | -           | 32     | 0      |
| 2013-2014           | Siviglia            | PD                  | 20         | 3          | CR              | 2               | 0               | UEL                | 8                  | 2                  | -           | -           | -           | 30     | 5      |
| 2014-2015           | Siviglia            | PD                  | 23         | 4          | CR              | 0               | 0               | UEL                | 13                 | 3                  | SU          | -           | -           | 36     | 7      |
| Totale Siviglia     | Totale Siviglia     | Totale Siviglia     | 43         | 7          |                 | 2               | 0               |                    | 21                 | 5                  |             | 0           | 0           | 66     | 12     |
| 2015-gen. 2016      | Trabzonspor         | SL                  | 17         | 2          | TK              | 0               | 0               | UEL                | 1                  | 0                  | -           | -           | -           | 18     | 2      |
| 2016                | Hebei China Fortune | CSL                 | 26         | 6          | CC              | 1               | 1               | -                  | -                  | -                  | -           | -           | -           | 27     | 7      |
| 2017                | Hebei China Fortune | CSL                 | 13         | 3          | CC              | 1               | 0               | -                  | -                  | -                  | -           | -           | -           | 14     | 3      |
| Totale Hebei        | Totale Hebei        | Totale Hebei        | 39         | 9          |                 | 2               | 1               |                    | -                  | -                  |             | -           | -           | 41     | 10     |
| 2018-gen. 2019      | Tolosa              | L1                  | 5          | 0          | CF              | 0               | 0               | -                  | -                  | -                  | -           | -           | -           | 5      | 0      |
| 2019                | Wuhan Zall          | CSL                 | 24         | 0          | CC              | 0               | 0               | -                  | -                  | -                  | -           | -           | -           | 24     | 0      |
| 2020                | Shanghai Shenhua    | CSL                 | 12         | 0          | CC              | 0               | 0               | ACL                | 5                  | 0                  | -           | -           | -           | 17     | 0      |
| 2021                | Wuhan Zall          | CSL                 | 5          | 1          | CC              | 0               | 0               | -                  | -                  | -                  | -           | -           | -           | 5      | 1      |
| Totale Wuhan Zall   | Totale Wuhan Zall   | Totale Wuhan Zall   | 29         | 1          |                 | 0               | 0               |                    | -                  | -                  |             | -           | -           | 29     | 1      |
| 2021-gen. 2022      | Fuenlabrada         | SD                  | 10         | 0          | CR              | 2               | 0               | -                  | -                  | -                  | -           | -           | -           | 12     | 0      |
| Totale carriera     | Totale carriera     | Totale carriera     | 379        | 30         |                 | 37              | 2               |                    | 57                 | 7                  |             | 1           | 0           | 474    | 39     |

### Cronologia presenze e reti in nazionale
| Cronologia completa delle presenze e delle reti in nazionale ― Camerun | Cronologia completa delle presenze e delle reti in nazionale ― Camerun | Cronologia completa delle presenze e delle reti in nazionale ― Camerun | Cronologia completa delle presenze e delle reti in nazionale ― Camerun | Cronologia completa delle presenze e delle reti in nazionale ― Camerun | Cronologia completa delle presenze e delle reti in nazionale ― Camerun | Cronologia completa delle presenze e delle reti in nazionale ― Camerun | Cronologia completa delle presenze e delle reti in nazionale ― Camerun |
| Data                                                                   | Città                                                                  | In casa                                                                | Risultato                                                              | Ospiti                                                                 | Competizione                                                           | Reti                                                                   | Note                                                                   |
| ---------------------------------------------------------------------- | ---------------------------------------------------------------------- | ---------------------------------------------------------------------- | ---------------------------------------------------------------------- | ---------------------------------------------------------------------- | ---------------------------------------------------------------------- | ---------------------------------------------------------------------- | ---------------------------------------------------------------------- |
| 15-11-2005                                                             | Alès                                                                   | Marocco                                                                | 0 – 0                                                                  | Camerun                                                                | Amichevole                                                             | -                                                                      | 46’                                                                    |
| 27-5-2006                                                              | Rotterdam                                                              | Paesi Bassi                                                            | 1 – 0                                                                  | Camerun                                                                | Amichevole                                                             | -                                                                      | 70’                                                                    |
| 16-8-2006                                                              | Le Petit-Quevilly                                                      | Camerun                                                                | 1 – 1                                                                  | Guinea                                                                 | Amichevole                                                             | -                                                                      | 74’                                                                    |
| 7-10-2006                                                              | Yaoundé                                                                | Camerun                                                                | 3 – 0                                                                  | Guinea Equatoriale                                                     | Qual. Coppa d'Africa 2008                                              | -                                                                      | 79’                                                                    |
| 7-2-2007                                                               | Lomé                                                                   | Togo                                                                   | 2 – 2                                                                  | Camerun                                                                | Amichevole                                                             | -                                                                      | 46’                                                                    |
| 24-3-2007                                                              | Yaoundé                                                                | Camerun                                                                | 3 – 1                                                                  | Liberia                                                                | Qual. Coppa d'Africa 2008                                              | -                                                                      |                                                                        |
| 3-6-2007                                                               | Monrovia                                                               | Liberia                                                                | 1 – 2                                                                  | Camerun                                                                | Qual. Coppa d'Africa 2008                                              | 1                                                                      | 66’                                                                    |
| 17-6-2007                                                              | Garoua                                                                 | Camerun                                                                | 2 – 1                                                                  | Ruanda                                                                 | Qual. Coppa d'Africa 2008                                              | -                                                                      | 56’                                                                    |
| 22-8-2007                                                              | Ōita                                                                   | Giappone                                                               | 2 – 0                                                                  | Camerun                                                                | Kirin Cup                                                              | -                                                                      | 28’                                                                    |
| 9-9-2007                                                               | Malabo                                                                 | Guinea Equatoriale                                                     | 1 – 0                                                                  | Camerun                                                                | Qual. Coppa d'Africa 2008                                              | -                                                                      | 81’                                                                    |
| 22-1-2008                                                              | Kumasi                                                                 | Egitto                                                                 | 4 – 2                                                                  | Camerun                                                                | Coppa d'Africa 2008 - 1º turno                                         | -                                                                      | 46’                                                                    |
| 4-2-2008                                                               | Tamale                                                                 | Tunisia                                                                | 2 – 3 dts                                                              | Camerun                                                                | Coppa d'Africa 2008 - Quarti di finale                                 | 2                                                                      |                                                                        |
| 7-2-2008                                                               | Accra                                                                  | Ghana                                                                  | 0 – 1                                                                  | Camerun                                                                | Coppa d'Africa 2008 - Semifinale                                       | -                                                                      |                                                                        |
| 10-2-2008                                                              | Accra                                                                  | Camerun                                                                | 0 – 1                                                                  | Egitto                                                                 | Coppa d'Africa 2008 - Finale                                           | -                                                                      |                                                                        |
| 31-5-2008                                                              | Yaoundé                                                                | Camerun                                                                | 2 – 0                                                                  | Capo Verde                                                             | Qual. Mondiali 2010                                                    | -                                                                      |                                                                        |
| 8-6-2008                                                               | Curepipe                                                               | Mauritius                                                              | 0 – 0                                                                  | Camerun                                                                | Qual. Mondiali 2010                                                    | -                                                                      |                                                                        |
| 14-6-2008                                                              | Dar es Salaam                                                          | Tanzania                                                               | 0 – 0                                                                  | Camerun                                                                | Qual. Mondiali 2010                                                    | -                                                                      | 71’                                                                    |
| 21-6-2008                                                              | Yaoundé                                                                | Camerun                                                                | 2 – 1                                                                  | Tanzania                                                               | Qual. Mondiali 2010                                                    | -                                                                      | 12’ 46’                                                                |
| 6-9-2008                                                               | Praia                                                                  | Capo Verde                                                             | 1 – 2                                                                  | Camerun                                                                | Qual. Mondiali 2010                                                    | -                                                                      | 60’                                                                    |
| 11-2-2009                                                              | Bondoufle                                                              | Camerun                                                                | 3 – 1                                                                  | Guinea                                                                 | Amichevole                                                             | -                                                                      | 46’                                                                    |
| 28-3-2009                                                              | Accra                                                                  | Togo                                                                   | 1 – 0                                                                  | Camerun                                                                | Qual. Mondiali 2010                                                    | -                                                                      | 59’                                                                    |
| 7-6-2009                                                               | Yaoundé                                                                | Camerun                                                                | 0 – 0                                                                  | Marocco                                                                | Qual. Mondiali 2010                                                    | -                                                                      | 77’                                                                    |
| 13-6-2009                                                              | Abidjan                                                                | Costa d'Avorio                                                         | 2 – 1                                                                  | Camerun                                                                | Amichevole                                                             | -                                                                      |                                                                        |
| 12-8-2009                                                              | Klagenfurt                                                             | Austria                                                                | 0 – 2                                                                  | Camerun                                                                | Amichevole                                                             | -                                                                      |                                                                        |
| 5-9-2009                                                               | Libreville                                                             | Gabon                                                                  | 0 – 2                                                                  | Camerun                                                                | Qual. Mondiali 2010                                                    | -                                                                      |                                                                        |
| 10-10-2009                                                             | Yaoundé                                                                | Camerun                                                                | 3 – 0                                                                  | Togo                                                                   | Qual. Mondiali 2010                                                    | -                                                                      | 70’                                                                    |
| 14-10-2009                                                             | Olhão                                                                  | Angola                                                                 | 0 – 0                                                                  | Camerun                                                                | Amichevole                                                             | -                                                                      | 46’                                                                    |
| 14-11-2009                                                             | Fes                                                                    | Marocco                                                                | 0 – 2                                                                  | Camerun                                                                | Qual. Mondiali 2010                                                    | -                                                                      | 68’                                                                    |
| 9-1-2010                                                               | Nairobi                                                                | Kenya                                                                  | 1 – 3                                                                  | Camerun                                                                | Amichevole                                                             | -                                                                      | 46’                                                                    |
| 17-1-2010                                                              | Lubango                                                                | Camerun                                                                | 3 – 2                                                                  | Zambia                                                                 | Coppa d'Africa 2010 - 1º turno                                         | -                                                                      | 15’ 46’                                                                |
| 3-3-2010                                                               | Monaco                                                                 | Italia                                                                 | 0 – 0                                                                  | Camerun                                                                | Amichevole                                                             | -                                                                      | 76’                                                                    |
| 1-6-2010                                                               | Covilhã                                                                | Portogallo                                                             | 3 – 1                                                                  | Camerun                                                                | Amichevole                                                             | -                                                                      |                                                                        |
| 5-6-2010                                                               | Belgrado                                                               | Serbia                                                                 | 4 – 3                                                                  | Camerun                                                                | Amichevole                                                             | -                                                                      | 42’                                                                    |
| 14-6-2010                                                              | Bloemfontein                                                           | Giappone                                                               | 1 – 0                                                                  | Camerun                                                                | Mondiali 2010 - 1º turno                                               | -                                                                      |                                                                        |
| 19-6-2010                                                              | Pretoria                                                               | Camerun                                                                | 1 – 2                                                                  | Danimarca                                                              | Mondiali 2010 - 1º turno                                               | -                                                                      | 75’                                                                    |
| 24-6-2010                                                              | Città del Capo                                                         | Camerun                                                                | 1 – 2                                                                  | Paesi Bassi                                                            | Mondiali 2010 - 1º turno                                               | -                                                                      | 81’                                                                    |
| 9-2-2011                                                               | Skopje                                                                 | Macedonia                                                              | 0 – 1                                                                  | Camerun                                                                | Amichevole                                                             | -                                                                      |                                                                        |
| 26-3-2011                                                              | Dakar                                                                  | Senegal                                                                | 1 – 0                                                                  | Camerun                                                                | Qual. Coppa d'Africa 2012                                              | -                                                                      |                                                                        |
| 4-6-2011                                                               | Garoua                                                                 | Camerun                                                                | 0 – 0                                                                  | Senegal                                                                | Qual. Coppa d'Africa 2012                                              | -                                                                      |                                                                        |
| 7-6-2011                                                               | Salisburgo                                                             | Russia                                                                 | 0 – 0                                                                  | Camerun                                                                | Amichevole                                                             | -                                                                      |                                                                        |
| 2-6-2012                                                               | Yaoundé                                                                | Camerun                                                                | 1 – 0                                                                  | RD del Congo                                                           | Qual. Mondiali 2014                                                    | -                                                                      | 62’                                                                    |
| 10-6-2012                                                              | Sfax                                                                   | Libia                                                                  | 2 – 1                                                                  | Camerun                                                                | Qual. Mondiali 2014                                                    | -                                                                      |                                                                        |
| 16-6-2012                                                              | Yaoundé                                                                | Camerun                                                                | 1 – 0                                                                  | Guinea-Bissau                                                          | Qual. Coppa d'Africa 2013                                              | -                                                                      | 68’                                                                    |
| 8-9-2012                                                               | Praia                                                                  | Capo Verde                                                             | 2 – 0                                                                  | Camerun                                                                | Qual. Coppa d'Africa 2013                                              | -                                                                      | 46’                                                                    |
| 23-3-2013                                                              | Yaoundé                                                                | Camerun                                                                | 2 – 1                                                                  | Togo                                                                   | Qual. Mondiali 2014                                                    | -                                                                      | 56’                                                                    |
| 2-6-2013                                                               | Kiev                                                                   | Ucraina                                                                | 0 – 0                                                                  | Camerun                                                                | Amichevole                                                             | -                                                                      | 73’                                                                    |
| 9-6-2013                                                               | Lome                                                                   | Togo                                                                   | 0 – 3 tav                                                              | Camerun                                                                | Qual. Mondiali 2014                                                    | -                                                                      | 68’                                                                    |
| 16-6-2013                                                              | Kinshasa                                                               | RD del Congo                                                           | 0 – 0                                                                  | Camerun                                                                | Qual. Mondiali 2014                                                    | -                                                                      | 45’                                                                    |
| 8-9-2013                                                               | Yaoundé                                                                | Camerun                                                                | 1 – 0                                                                  | Libia                                                                  | Qual. Mondiali 2014                                                    | -                                                                      | 20’                                                                    |
| 17-11-2013                                                             | Yaoundé                                                                | Camerun                                                                | 4 – 1                                                                  | Tunisia                                                                | Qual. Mondiali 2014                                                    | -                                                                      | 70’                                                                    |
| 1-6-2014                                                               | Mönchengladbach                                                        | Germania                                                               | 2 – 2                                                                  | Camerun                                                                | Amichevole                                                             | -                                                                      | 46’                                                                    |
| 13-6-2014                                                              | Natal                                                                  | Messico                                                                | 1 – 0                                                                  | Camerun                                                                | Mondiali 2014 - 1º turno                                               | -                                                                      |                                                                        |
| 18-6-2014                                                              | Manaus                                                                 | Camerun                                                                | 0 – 4                                                                  | Croazia                                                                | Mondiali 2014 - 1º turno                                               | -                                                                      |                                                                        |
| 23-6-2014                                                              | Brasilia                                                               | Camerun                                                                | 1 – 4                                                                  | Brasile                                                                | Mondiali 2014 - 1º turno                                               | -                                                                      | 80’                                                                    |
| 6-9-2014                                                               | Kinshasa                                                               | RD del Congo                                                           | 0 – 2                                                                  | Camerun                                                                | Qual. Coppa d'Africa 2015                                              | -                                                                      | cap. 13’                                                               |
| 10-9-2014                                                              | Yaoundé                                                                | Camerun                                                                | 4 – 1                                                                  | Costa d'Avorio                                                         | Qual. Coppa d'Africa 2015                                              | -                                                                      | cap.                                                                   |
| 11-10-2014                                                             | Yaoundé                                                                | Sierra Leone                                                           | 0 – 0                                                                  | Camerun                                                                | Qual. Coppa d'Africa 2015                                              | -                                                                      | cap.                                                                   |
| 15-10-2014                                                             | Yaoundé                                                                | Camerun                                                                | 2 – 0                                                                  | Sierra Leone                                                           | Qual. Coppa d'Africa 2015                                              | 1                                                                      | cap.                                                                   |
| 15-11-2014                                                             | Yaoundé                                                                | Camerun                                                                | 1 – 0                                                                  | RD del Congo                                                           | Qual. Coppa d'Africa 2015                                              | -                                                                      | cap.                                                                   |
| 19-11-2014                                                             | Abidjan                                                                | Costa d'Avorio                                                         | 0 – 0                                                                  | Camerun                                                                | Qual. Coppa d'Africa 2015                                              | -                                                                      | cap. 58’                                                               |
| 24-1-2015                                                              | Malabo                                                                 | Camerun                                                                | 1 – 1                                                                  | Guinea                                                                 | Coppa d'Africa 2015 - 1º turno                                         | -                                                                      | cap.                                                                   |
| 28-1-2015                                                              | Malabo                                                                 | Costa d'Avorio                                                         | 1 – 0                                                                  | Camerun                                                                | Coppa d'Africa 2015 - 1º Turno                                         | -                                                                      | cap.                                                                   |
| 30-3-2015                                                              | Nonthaburi                                                             | Thailandia                                                             | 2 – 3                                                                  | Camerun                                                                | Amichevole                                                             | -                                                                      | cap. 53’                                                               |
| 9-6-2015                                                               | Mons                                                                   | RD del Congo                                                           | 1 – 1                                                                  | Camerun                                                                | Amichevole                                                             | -                                                                      | cap. 46’                                                               |
| 14-6-2015                                                              | Yaoundé                                                                | Camerun                                                                | 1 – 0                                                                  | Mauritania                                                             | Qual. Coppa d'Africa 2017                                              | -                                                                      | cap.                                                                   |
| 6-9-2015                                                               | Bakau                                                                  | Gambia                                                                 | 0 – 1                                                                  | Camerun                                                                | Qual. Mondiali 2018                                                    | -                                                                      | cap.                                                                   |
| 11-10-2015                                                             | Bruxelles                                                              | Nigeria                                                                | 3 – 0                                                                  | Camerun                                                                | Amichevole                                                             | -                                                                      | cap. 32’, 47’                                                          |
| 13-11-2015                                                             | Niamey                                                                 | Niger                                                                  | 0 – 3                                                                  | Camerun                                                                | Qual. Mondiali 2018                                                    | 1                                                                      | cap.                                                                   |
| 17-11-2015                                                             | Yaoundé                                                                | Camerun                                                                | 1 – 0                                                                  | Niger                                                                  | Qual. Mondiali 2018                                                    | -                                                                      | cap.                                                                   |
| 26-3-2016                                                              | Limbe                                                                  | Camerun                                                                | 2 – 2                                                                  | Sudafrica                                                              | Qual. Coppa d'Africa 2017                                              | -                                                                      | cap.                                                                   |
| Totale                                                                 |                                                                        | Presenze                                                               | 70                                                                     |                                                                        | Reti                                                                   | 5                                                                      |                                                                        |

## Palmarès

### Club

#### Competizioni nazionali
- Campionato francese: 1

Olympique Marsiglia: 2009-2010
- Coppa di Lega francese: 3

Olympique Marsiglia: 2009-2010, 2010-2011, 2011-2012
- Supercoppa francese: 2

Olympique Marsiglia: 2010, 2011

#### Competizioni Internazionali
- UEFA Europa League: 2

Siviglia: 2013-2014, 2014-2015

### Individuale
- Squadra della stagione della UEFA Europa League: 2

2013-2014, 2014-2015